# Sint-Eliasgebergte
Het Sint-Eliasgebergte (Engels: Saint Elias Mountains) is een bergketen in het zuidoosten van Alaska (Verenigde Staten) en het zuidoosten van Yukon (Canada). Het Sint-Eliasgebergte strekt zich uit over het Wrangell–St. Elias National Park and Preserve in de Verenigde Staten en het Nationaal park Kluane in Canada.
Het gebergte is een van de hoogste ter wereld; de hoogste berg van dit gebergte, de Mount Logan is 5959 m hoog en is daarmee de hoogste berg van Canada en de op een na hoogste berg van Noord-Amerika na de Denali (Mount McKinley).